# پوسیلن بلک
پوسیلن بلک (انگلیسی: Porcelain Black؛ زادهٔ ۱ اکتبر ۱۹۸۵.) یک موسیقی‌دان اهل ایالات متحده آمریکا است. وی از سال ۲۰۰۶ میلادی تاکنون مشغول فعالیت بوده‌است.